# Shahnawaz Bhutto
Shahnawaz Bhutto ou Shahnawaz Bhutto junior (en ourdou : شاہنواز بھٹو), né le 21 novembre 1958 et mort à Cannes le 18 juillet 1985, est un activiste pakistanais. Fils du Premier ministre Zulfikar Ali Bhutto, il s'engage dans la lutte armée contre le régime de Muhammad Zia-ul-Haq qui a condamné son père à la pendaison en 1979.
Particulièrement proche de son frère Murtaza Bhutto avec lequel il fonde l'organisation marxiste armée Al-Zulfiqar, il meurt empoisonné à Cannes

## Jeunesse
Shahnawaz Bhutto est né le 21 novembre 1958 de l'homme politique Zulfikar Ali Bhutto et sa femme Nusrat Bhutto. Il est le quatrième et dernier enfant du couple. Sa sœur Benazir Bhutto est l'ainée de la famille et Murtaza Bhutto le premier fils. Alors que son père accède au pouvoir en 1971 avec le Parti du peuple pakistanais, d'orientation socialiste, Shahnawaz est sympathisant marxiste dès son adolescence. Il est scolarisé au Karachi Grammar School puis à l'école américaine d'Islamabad mais sa scolarité est agitée. Ses parents l'envoient ensuite faire ses études en Suisse. Il est plus particulièrement proche de son frère Murtaza. 

## Activisme
Shahnawaz Bhutto est âgé de 18 ans lorsque son père est renversé à la suite du coup d'État du 5 juillet 1977 et emprisonné. Sa mère Nusrat Bhutto prend alors la direction du Parti du peuple pakistanais (PPP) et envoie Benazir et Shahnawaz à Lahore pour mobiliser les foules. Shahnawaz pronnonce alors son premier discours politique. Il rejoint ensuite son frère Murtaza Bhutto au Royaume-Uni pour mobiliser les Pakistanais de l'étranger. Zulfikar Ali Bhutto est finalement pendu le 4 avril 1979. 
Sous l'influence de son grand frère Murtaza, Shahnawaz s’engage avec lui en faveur de la lutte armée contre le régime militaire au Pakistan. Les deux hommes partent au Liban et se fournissent en armes auprès de l'OLP. Obtenant le soutien de Mouammar Kadhafi, Shahnawaz gagne ensuite la Libye avec quelques partisans du PPP. Il s’entraine aux combats et fonde une organisation marxiste armée avec pour but de renverser Muhammad Zia-ul-Haq, nommée Al-Zulfiqar. 
Les combattants rejoignent ensuite la stratégique Afghanistan, auprès des soviétiques qui sont intervenus pour soutenir le pouvoir communiste dans le cadre de la Guerre d’Afghanistan (1979-1989). Dès le début des années 1980, l'organisation commence les infiltrations de combattants au Pakistan. Shahnawaz aurait alors demandé à son frère d'être envoyé au combat, mais celui-ci refuse. Shahnawaz se marie avec une afghane, et son frère avec la sœur de celle-ci.

## Mort

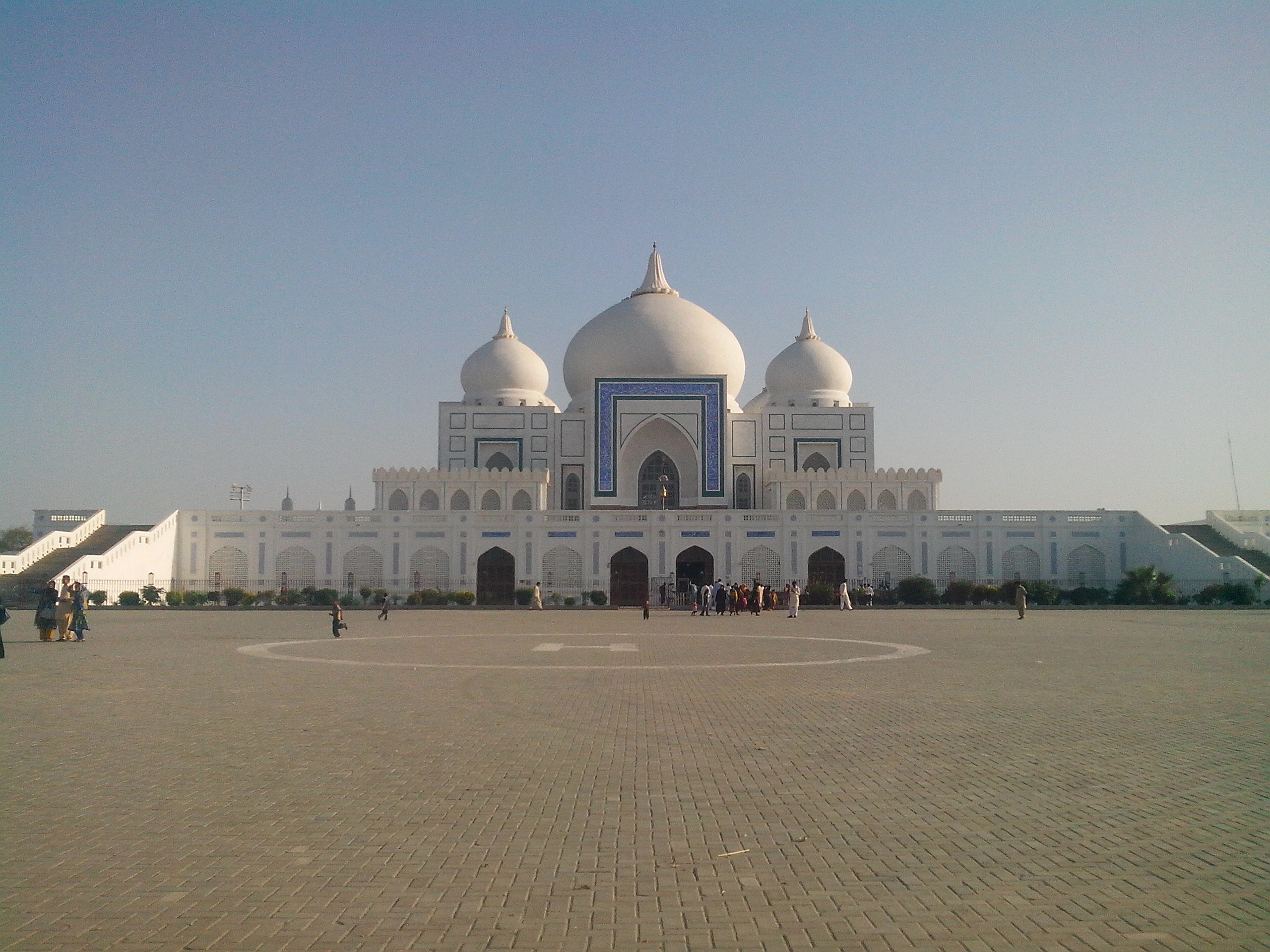
Mausolée de la famille Bhutto.

En 1984, Shahnawaz commence à s'éloigner de l'organisation armée et rejoint la France avec son frère grâce au soutien du gouvernement. Les frères finissent par recevoir la visite de leur sœur Benazir Bhutto, qui tente de convaincre Murtaza d'abandonner le combat armé et de retourner au Pakistan pour la lutte politique. Shahnawaz aurait lui tenté d'ouvrir un commerce en France et à ce titre se dispute avec son grand frère sur le partage du financement octroyé par Mouammar Kadhafi.  
Après une dispute avec son frère et alors que sa femme lui annonce qu'elle souhaite divorcer, Shahnawaz s'effondre sur le sol de sa cuisine le 18 juillet 1985 à Cannes. Selon son frère et sa sœur, il aurait été empoisonné par sa femme sur ordre de Muhammad Zia-ul-Haq, mais aucune preuve n'est venue étayer cette accusation. Selon l'ambassadeur du Pakistan en France Jamsheed Marker, il aurait succombé à une overdose d'antidépresseurs. Alors que son corps est envoyé au Pakistan, ses funérailles à Karachi dégénèrent en affrontements avec la police alors que la foule chante des slogans anti-Zia. Il est enterré à Larkana dans le mausolée familial, auprès de son père,.